# Corticarina obfuscata
Corticarina obfuscata är en skalbaggsart som beskrevs av Embrik Strand 1937. Corticarina obfuscata ingår i släktet Corticarina, och familjen mögelbaggar. Arten är reproducerande i Sverige.